# Radosław (Potęgowo)
Radosław (deutsch Hermannshöhe) ist ein Dorf in der Gemeinde Potęgowo im Powiat Słupski (Kreis Stolp) der polnischen Woiwodschaft Pommern.

## Geographische Lage
Das Dorf liegt in Hinterpommern, etwa 31 Kilometer ostnordöstlich der Stadt Słupsk (Stolp), 17 Kilometer westlich der Stadt Lębork (Lauenburg in Pommern) und drei Kilometer südlich des Dorfs Stowięcino (Stojentin).

## Geschichte
Das Dorf Hermannshöhe entstand 1912/13 durch Aufsiedlung des Vorwerks Hermannshöhe des Ritterguts Gohren; es war damit das jüngste Dorf im Kreis Stolp. Die Pommersche Landgesellschaft hatte hier 28 neue Siedlungsplätze geschaffen. Die neue Siedlung war zunächst Bestandteil des Gutsbezirks Gohren und wurde dann nach Auflösung der preußischen Gutsbezirke eine selbständige Gemeinde.
Vor 1945 gehörte Hermannshöhe  zum Landkreis Stolp im Regierungsbezirk Köslin der Provinz Pommern.  Die Gemeindefläche war 330 Hektar groß. Auf dem Gemeindegebiet gab es neben dem Dorf Hermannshöhe keine Wohnplätze. Im Jahr 1925 standen in Hermmanshöhe 27 Wohngebäude. Im Jahr 1939 existierten in der Gemeinde 27 bäuerliche Betriebe, und es wurden 34 Haushaltungen und 139 Einwohner gezählt. 
Gegen Ende des Zweiten Weltkriegs wurde Hermannshöhe am 9. März 1945 von der Roten Armee besetzt. Zuvor von der Dorfbevölkerung unternommene Fluchtversuche waren fehlgeschlagen. Die Bewohner mussten alle in ihr Dorf zurückkehren. Nach Kriegsende wurde Hermannshöhe zusammen mit ganz Hinterpommern unter polnische Verwaltung gestellt. Polnische Bürger übernahmen zwischen August 1945 und Anfang 1946 die Anwesen und ließen die bisherigen Dorfbewohner noch unentgeltlich für sich arbeiten, bis sie letztlich alle vertrieben wurden.
Später wurden in der Bundesrepublik Deutschland 33 und in der DDR 78  aus  Hermannshöhe vertriebene Dorfbewohner ermittelt.
Das Dorf Radosław hat heute etwa 130 Einwohner. 